# Oreophrynella nigra
Oreophrynella nigra är en groddjursart som beskrevs av Señaris, Ayarzagüena och Stefan Gorzula 1994. Oreophrynella nigra ingår i släktet Oreophrynella och familjen paddor. IUCN kategoriserar arten globalt som sårbar. Inga underarter finns listade i Catalogue of Life.